# 이니야
이니야(Iniya, 1988년 1월 22일 ~ )는 인도의 배우이다.